# Leonardo Visconti
Leonardo Visconti (Milano, ... – 1376 circa) è stato un politico italiano.

## Biografia
Era figlio naturale di Giovanni Visconti, co-signore e arcivescovo di Milano. Nel 1352 fu podestà di Novara e a causa di dissidi venne allontanato dal padre. Trovò rifugio nel castello della moglie di Viazalla, nel vercellese. Fu al servizio del marchese del Monferrato Giovanni II, al quale procurò l'acquisizione di Alba, Asti e Cuneo, mettendosi contro il duca di Milano suo parente Gian Galeazzo Visconti. Morì circa nel 1376.

## Discendenza
Leonardo sposò Caterina di Martino di Viazalla di Palestro, dal quale ebbe Luchino, religioso.

## Ascendenza
|                                                    |   |                                                  | Genitori                                         |  |  | Nonni |  |  | Bisnonni          |  |  | Trisnonni          |  |
|                                                    |   |                                                  |                                                  |  |  |       |  |  | Teobaldo Visconti |  |  | Andreotto Visconti |  |
|                                                    |   |                                                  |                                                  |  |  |       |  |  | Teobaldo Visconti |  |  | Andreotto Visconti |  |
|                                                    |   | Fiorina Mandelli                                 |                                                  |  |  |       |  |  | Teobaldo Visconti |  |  |                    |  |
| Matteo I Visconti, signore di Milano               |   |                                                  |                                                  |  |  |       |  |  | Teobaldo Visconti |  |  |                    |  |
|                                                    |   | Anastasia Pirovano                               | …                                                |  |  |       |  |  |                   |  |  |                    |  |
|                                                    |   | Anastasia Pirovano                               | …                                                |  |  |       |  |  |                   |  |  |                    |  |
|                                                    |   | Anastasia Pirovano                               | …                                                |  |  |       |  |  |                   |  |  |                    |  |
| Giovanni Visconti, arcivescovo e signore di Milano |   | Anastasia Pirovano                               |                                                  |  |  |       |  |  |                   |  |  |                    |  |
|                                                    |   | Squarcino Borri, signore di Santo Stefano Ticino | Lanfranco Borri, signore di Santo Stefano Ticino |  |  |       |  |  |                   |  |  |                    |  |
|                                                    |   | Squarcino Borri, signore di Santo Stefano Ticino | Lanfranco Borri, signore di Santo Stefano Ticino |  |  |       |  |  |                   |  |  |                    |  |
|                                                    |   | Squarcino Borri, signore di Santo Stefano Ticino | …                                                |  |  |       |  |  |                   |  |  |                    |  |
| Bonacossa Borri                                    |   | Squarcino Borri, signore di Santo Stefano Ticino |                                                  |  |  |       |  |  |                   |  |  |                    |  |
|                                                    |   | Antonia                                          | …                                                |  |  |       |  |  |                   |  |  |                    |  |
|                                                    |   | Antonia                                          | …                                                |  |  |       |  |  |                   |  |  |                    |  |
|                                                    |   | Antonia                                          | …                                                |  |  |       |  |  |                   |  |  |                    |  |
| Leonardo Visconti, podestà di Novara               |   | Antonia                                          |                                                  |  |  |       |  |  |                   |  |  |                    |  |
|                                                    | … | …                                                |                                                  |  |  |       |  |  |                   |  |  |                    |  |
|                                                    | … | …                                                |                                                  |  |  |       |  |  |                   |  |  |                    |  |
|                                                    | … | …                                                |                                                  |  |  |       |  |  |                   |  |  |                    |  |
| …                                                  | … |                                                  |                                                  |  |  |       |  |  |                   |  |  |                    |  |
|                                                    |   | …                                                | …                                                |  |  |       |  |  |                   |  |  |                    |  |
|                                                    |   | …                                                | …                                                |  |  |       |  |  |                   |  |  |                    |  |
|                                                    |   | …                                                | …                                                |  |  |       |  |  |                   |  |  |                    |  |
| …                                                  |   | …                                                |                                                  |  |  |       |  |  |                   |  |  |                    |  |
|                                                    |   | …                                                | …                                                |  |  |       |  |  |                   |  |  |                    |  |
|                                                    |   | …                                                | …                                                |  |  |       |  |  |                   |  |  |                    |  |
|                                                    |   | …                                                | …                                                |  |  |       |  |  |                   |  |  |                    |  |
| …                                                  |   | …                                                |                                                  |  |  |       |  |  |                   |  |  |                    |  |
|                                                    |   | …                                                | …                                                |  |  |       |  |  |                   |  |  |                    |  |
|                                                    |   | …                                                | …                                                |  |  |       |  |  |                   |  |  |                    |  |
|                                                    |   | …                                                | …                                                |  |  |       |  |  |                   |  |  |                    |  |
|                                                    |   | …                                                |                                                  |  |  |       |  |  |                   |  |  |                    |  |